# Danh sách di sản văn hóa Tây Ban Nha được quan tâm ở Pollença
Danh sách di sản văn hóa Tây Ban Nha được quan tâm ở Pollença.
| Tên                                   | Dạng                                            | Địa điểm                                         | Tọa độ                                        | Số hồ sơ tham khảo? | Ngày nhận danh hiệu? | Hình ảnh                            |
| ------------------------------------- | ----------------------------------------------- | ------------------------------------------------ | --------------------------------------------- | ------------------- | -------------------- | ----------------------------------- |
| Albeguins (Puig)                      | Di tích Khảo cổ học                             | Pollensa                                         | 39°52′50″B 3°01′17″Đ / 39,880498°B 3,021483°Đ | RI-51-0002576       | 10-09-1966           | Upload image                        |
| Atalaya Albercutx                     | Di tích Kiến trúc quân sự Tháp                  | Pollensa Formentor                               | 39°55′43″B 3°07′02″Đ / 39,928743°B 3,117223°Đ | RI-51-0008484       | 30-11-1993           | Atalaya de Albercutx · Upload image |
| Boquer                                | Di tích Kiến trúc phòng thủ                     | Pollensa                                         |                                               | RI-51-0008487       | 30-11-1993           | Upload image                        |
| Ca l'Herevet                          | Di tích Khảo cổ học                             | Pollensa                                         | 39°51′16″B 2°56′26″Đ / 39,854527°B 2,940449°Đ | RI-51-0002591       | 10-09-1966           | Upload image                        |
| Cal Peso, Darrera les Cases           | Di tích Khảo cổ học                             | Pollensa                                         | 39°54′53″B 3°04′25″Đ / 39,914705°B 3,07355°Đ  | RI-51-0002581       | 10-09-1966           | Upload image                        |
| Cal Peso, Serra                       | Di tích Khảo cổ học                             | Pollensa Bóquer                                  | 39°55′07″B 3°04′21″Đ / 39,918589°B 3,072501°Đ | RI-51-0002582       | 10-09-1966           | Upload image                        |
| Can Bruy                              | Di tích Kiến trúc phòng thủ                     | Pollensa                                         |                                               | RI-51-0008490       | 30-11-1993           | Upload image                        |
| Can Daniel Gran                       | Di tích Khảo cổ học                             | Pollensa                                         | 39°52′50″B 3°02′26″Đ / 39,880554°B 3,040425°Đ | RI-51-0002592       | 10-09-1966           | Upload image                        |
| Can Lleida                            | Di tích Khảo cổ học                             | Pollensa                                         |                                               | RI-51-0002594       | 10-09-1966           | Upload image                        |
| Can Martorellet                       | Di tích Khảo cổ học                             | Pollensa                                         | 39°54′50″B 3°02′02″Đ / 39,913823°B 3,034013°Đ | RI-51-0002595       | 10-09-1966           | Upload image                        |
| Can Morell                            | Di tích Khảo cổ học                             | Pollensa                                         | 39°52′01″B 3°03′25″Đ / 39,867061°B 3,056907°Đ | RI-51-0002596       | 10-09-1966           | Upload image                        |
| Can Nillo                             | Di tích Khảo cổ học                             | Pollensa                                         |                                               | RI-51-0002597       | 10-09-1966           | Upload image                        |
| Can Pontico                           | Di tích Khảo cổ học                             | Pollensa                                         | 39°52′27″B 2°59′40″Đ / 39,874193°B 2,994469°Đ | RI-51-0002598       | 10-09-1966           | Upload image                        |
| Can Punta                             | Di tích Khảo cổ học                             | Pollensa Bóquer                                  | 39°55′03″B 3°04′41″Đ / 39,917405°B 3,078128°Đ | RI-51-0002583       | 10-09-1966           | Upload image                        |
| Can Toxe                              | Di tích Khảo cổ học                             | Pollensa                                         |                                               | RI-51-0002601       | 10-09-1966           | Upload image                        |
| Can Vela Gran (Serra)                 | Di tích Khảo cổ học                             | Pollensa                                         | 39°54′15″B 3°01′15″Đ / 39,904302°B 3,020789°Đ | RI-51-0002603       | 10-09-1966           | Upload image                        |
| Can Vela Petit                        | Di tích Khảo cổ học                             | Pollensa                                         | 39°54′17″B 3°01′27″Đ / 39,904644°B 3,024053°Đ | RI-51-0002604       | 10-09-1966           | Upload image                        |
| Can Vic                               | Di tích Khảo cổ học                             | Pollensa                                         | 39°54′21″B 3°01′35″Đ / 39,905725°B 3,026276°Đ | RI-51-0002605       | 10-09-1966           | Upload image                        |
| Can Xandot                            | Di tích Khảo cổ học                             | Pollensa                                         |                                               | RI-51-0002606       | 10-09-1966           | Upload image                        |
| Lâu đài Rey (Pollensa)                | Di tích Kiến trúc quân sự                       | Pollensa                                         | 39°55′20″B 3°00′36″Đ / 39,922197°B 3,010087°Đ | RI-51-0008481       | 30-11-1993           | Castillo del Rey · Upload image     |
| Coll ses Fontanelles                  | Di tích Khảo cổ học                             | Pollensa Formentor                               | 39°56′22″B 3°08′31″Đ / 39,939428°B 3,141932°Đ | RI-51-0002614       | 10-09-1966           | Upload image                        |
| Coll Moro                             | Di tích Khảo cổ học                             | Pollensa Bóquer                                  | 39°55′42″B 3°05′33″Đ / 39,928216°B 3,092523°Đ | RI-51-0002584       | 10-09-1966           | Upload image                        |
| Dấu thập l'Oratori Roser Vell         | Di tích Hành trình                              | Pollensa                                         |                                               | RI-51-0010364       | 25-09-1998           | Upload image                        |
| Dấu thập curva Salve                  | Di tích Hành trình                              | Pollensa                                         |                                               | RI-51-0010367       | 25-09-1998           | Upload image                        |
| Dấu thập entrada Pollensa             | Di tích Hành trình                              | Pollensa                                         |                                               | RI-51-0010368       | 25-09-1998           | Upload image                        |
| Dấu thập Llavor                       | Di tích Hành trình                              | Pollensa                                         |                                               | RI-51-0010365       | 25-09-1998           | Upload image                        |
| Dấu thập Ca na Cantona                | Di tích Hành trình                              | Pollensa                                         |                                               | RI-51-0010363       | 25-09-1998           | Upload image                        |
| Dấu thập Camino                       | Di tích Hành trình                              | Pollensa                                         |                                               | RI-51-0010366       | 25-09-1998           | Upload image                        |
| Hang d'en Ramón (Fartàritx)           | Di tích Khảo cổ học                             | Pollensa                                         | 39°50′45″B 2°57′28″Đ / 39,845804°B 2,957873°Đ | RI-51-0002610       | 10-09-1966           | Upload image                        |
| Hang Can Sion                         | Di tích Khảo cổ học                             | Pollensa                                         | 39°50′13″B 2°59′47″Đ / 39,836981°B 2,99633°Đ  | RI-51-0002600       | 10-09-1966           | Upload image                        |
| Hang Muertos                          | Di tích Khảo cổ học                             | Pollensa                                         |                                               | RI-51-0002615       | 10-09-1966           | Upload image                        |
| Hang Muertos                          | Di tích Khảo cổ học                             | Pollensa                                         |                                               | RI-51-0002631       | 10-09-1966           | Upload image                        |
| Hang Muertos (Fartaritx Gran)         | Di tích Khảo cổ học                             | Pollensa                                         | 39°51′02″B 2°58′14″Đ / 39,850673°B 2,970612°Đ | RI-51-0002608       | 10-09-1966           | Upload image                        |
| Hang Cementerio Romanos (Ariant Baix) | Di tích Khảo cổ học                             | Pollensa                                         | 39°54′35″B 2°56′55″Đ / 39,909771°B 2,94872°Đ  | RI-51-0002580       | 10-09-1966           | Upload image                        |
| Hang Moro                             | Di tích Khảo cổ học                             | Pollensa                                         |                                               | RI-51-0002611       | 10-09-1966           | Upload image                        |
| Hang Pi                               | Di tích Khảo cổ học                             | Pollensa                                         | 39°55′29″B 3°05′15″Đ / 39,924607°B 3,087369°Đ | RI-51-0002585       | 10-09-1966           | Upload image                        |
| Hang Petita                           | Di tích Khảo cổ học                             | Pollensa Bóquer Petit                            | 39°54′55″B 3°04′31″Đ / 39,915254°B 3,075317°Đ | RI-51-0002589       | 10-09-1966           | Upload image                        |
| Canaló (Gotmar)                       | Di tích Khảo cổ học                             | Pollensa                                         | 39°54′24″B 3°03′37″Đ / 39,906604°B 3,060321°Đ | RI-51-0002619       | 10-09-1966           | Upload image                        |
| Castellot (Marina)                    | Di tích Khảo cổ học                             | Pollensa                                         | 39°51′21″B 3°02′59″Đ / 39,855712°B 3,049755°Đ | RI-51-0002622       | 10-09-1966           | Upload image                        |
| Castellot (Son Marc)                  | Di tích Khảo cổ học                             | Pollensa                                         | 39°52′14″B 2°56′15″Đ / 39,870572°B 2,937512°Đ | RI-51-0002639       | 10-09-1966           | Upload image                        |
| encinar Lạch                          | Di tích Khảo cổ học                             | Pollensa Cala Sant Vicenç                        | 39°54′54″B 3°02′55″Đ / 39,914998°B 3,048511°Đ | RI-51-0002634       | 10-09-1966           | Upload image                        |
| encinar Lạch (Ladera meridional)      | Di tích Khảo cổ học                             | Pollensa                                         |                                               | RI-51-0002635       | 10-09-1966           | Upload image                        |
| estrecho                              | Di tích Khảo cổ học                             | Pollensa                                         | 39°53′32″B 3°00′32″Đ / 39,892212°B 3,008843°Đ | RI-51-0002640       | 10-09-1966           | Upload image                        |
| Pa Figa (Gotmar)                      | Di tích Khảo cổ học                             | Pollensa                                         | 39°54′16″B 3°03′33″Đ / 39,904532°B 3,059266°Đ | RI-51-0002620       | 10-09-1966           | Upload image                        |
| Pedret                                | Di tích Khảo cổ học                             | Pollensa                                         | 39°54′40″B 3°04′49″Đ / 39,911016°B 3,080215°Đ | RI-51-0002587       | 10-09-1966           | Upload image                        |
| Pinar les Arenes                      | Di tích Khảo cổ học                             | Pollensa                                         |                                               | RI-51-0002617       | 10-09-1966           | Upload image                        |
| Pontarró                              | Di tích Khảo cổ học                             | Pollensa                                         | 39°52′09″B 3°01′52″Đ / 39,869143°B 3,031173°Đ | RI-51-0002632       | 10-09-1966           | Upload image                        |
| Puig                                  | Di tích Khảo cổ học                             | Pollensa                                         |                                               | RI-51-0002578       | 10-09-1966           | Upload image                        |
| Puig (Extremo occidental)             | Di tích Khảo cổ học                             | Pollensa                                         |                                               | RI-51-0002642       | 10-09-1966           | Upload image                        |
| Puig (Extremo oriental)               | Di tích Khảo cổ học                             | Pollensa                                         |                                               | RI-51-0002643       | 10-09-1966           | Upload image                        |
| Els Clapers                           | Di tích Khảo cổ học                             | Pollensa Formentor                               | 39°57′01″B 3°09′38″Đ / 39,950207°B 3,160463°Đ | RI-51-0002613       | 10-09-1966           | Upload image                        |
| Els Clapers (Marina)                  | Di tích Khảo cổ học                             | Pollensa                                         | 39°51′13″B 3°02′47″Đ / 39,853731°B 3,046492°Đ | RI-51-0002623       | 10-09-1966           | Upload image                        |
| Els Pins Racó                         | Di tích Khảo cổ học                             | Pollensa                                         | 39°55′12″B 3°05′05″Đ / 39,920113°B 3,084672°Đ | RI-51-0002586       | 10-09-1966           | Upload image                        |
| Els Vilarets (Llenaire)               | Di tích Khảo cổ học                             | Pollensa                                         | 39°53′09″B 3°04′23″Đ / 39,885883°B 3,073168°Đ | RI-51-0002621       | 10-09-1966           | Upload image                        |
| Fartàritx Racó                        | Di tích Khảo cổ học                             | Pollensa                                         | 39°51′11″B 2°57′17″Đ / 39,853001°B 2,954713°Đ | RI-51-0002609       | 10-09-1966           | Upload image                        |
| Formentor                             | Di tích Kiến trúc quân sự                       | Pollensa Les Cases Velles, Formentor             | 39°56′40″B 3°09′03″Đ / 39,944397°B 3,15079°Đ  | RI-51-0008486       | 30-11-1993           | Upload image                        |
| Cisterna                              | Di tích Khảo cổ học                             | Pollensa                                         | 39°52′09″B 3°03′58″Đ / 39,869209°B 3,066146°Đ | RI-51-0002607       | 10-09-1966           | Upload image                        |
| Hang Moro                             | Di tích Khảo cổ học                             | Pollensa                                         | 39°51′09″B 2°57′03″Đ / 39,852558°B 2,950738°Đ | RI-51-0002624       | 10-09-1966           | Upload image                        |
| Font                                  | Di tích Khảo cổ học                             | Pollensa                                         | 39°53′55″B 3°01′20″Đ / 39,898698°B 3,022179°Đ | RI-51-0002612       | 10-09-1966           | Upload image                        |
| Pháo đài (S'Avançada)                 | Di tích Kiến trúc phòng thủ                     | Pollensa Punta de l'Avançada, Puerto de Pollensa | 39°54′14″B 3°06′37″Đ / 39,903787°B 3,110211°Đ | RI-51-0008482       | 30-11-1993           | Upload image                        |
| Gola                                  | Di tích Khảo cổ học                             | Pollensa                                         |                                               | RI-51-0002618       | 10-09-1966           | Upload image                        |
| Pica na Flor                          | Di tích Khảo cổ học                             | Pollensa                                         |                                               | RI-51-0002628       | 10-09-1966           | Upload image                        |
| Rota Gran (Can Vela Gran)             | Di tích Khảo cổ học                             | Pollensa                                         | 39°54′10″B 3°01′29″Đ / 39,902653°B 3,024766°Đ | RI-51-0002602       | 10-09-1966           | Upload image                        |
| Serra                                 | Di tích Khảo cổ học                             | Pollensa                                         |                                               | RI-51-0002590       | 10-09-1966           | Upload image                        |
| Serra                                 | Di tích Khảo cổ học                             | Pollensa                                         |                                               | RI-51-0002629       | 10-09-1966           | Upload image                        |
| Vall                                  | Di tích Khảo cổ học                             | Pollensa Bóquer                                  | 39°55′15″B 3°04′54″Đ / 39,920926°B 3,081631°Đ | RI-51-0002588       | 10-09-1966           | Upload image                        |
| Les Derrocasses                       | Di tích Khảo cổ học                             | Pollensa                                         |                                               | RI-51-0002625       | 10-09-1966           | Upload image                        |
| Les Orelles l'Ase                     | Di tích Khảo cổ học                             | Pollensa                                         |                                               | RI-51-0002616       | 10-09-1966           | Upload image                        |
| Les Timbes l'Escull                   | Di tích Khảo cổ học                             | Pollensa                                         | 39°49′15″B 3°01′02″Đ / 39,820852°B 3,017141°Đ | RI-51-0002599       | 10-09-1966           | Upload image                        |
| Molino Viento (Almadraba)             | Di tích Khảo cổ học                             | Pollensa                                         | 39°52′29″B 3°04′09″Đ / 39,874704°B 3,069075°Đ | RI-51-0002577       | 10-09-1966           | Upload image                        |
| Olivar d'Amunt                        | Di tích Khảo cổ học                             | Pollensa                                         |                                               | RI-51-0002626       | 10-09-1966           | Upload image                        |
| Peña Mascorda                         | Di tích Khảo cổ học                             | Pollensa                                         | 39°50′32″B 3°00′31″Đ / 39,842224°B 3,008611°Đ | RI-51-0002593       | 10-09-1966           | Upload image                        |
| Puente Romano                         | Di tích Khảo cổ học                             | Pollensa                                         | 39°52′57″B 3°00′55″Đ / 39,882472°B 3,015274°Đ | RI-51-0002630       | 10-09-1966           | Upload image                        |
| Puig l'Enrunada                       | Di tích Khảo cổ học                             | Pollensa                                         | 39°52′33″B 2°57′10″Đ / 39,875805°B 2,95271°Đ  | RI-51-0002627       | 10-09-1966           | Upload image                        |
| Puig Moros (Sa Tháp d'Ariant)         | Di tích Khảo cổ học                             | Pollensa                                         | 39°54′32″B 2°56′55″Đ / 39,908861°B 2,948721°Đ | RI-51-0002579       | 10-09-1966           | Upload image                        |
| Puig María                            | Di tích Kiến trúc phòng thủ                     | Pollensa Santuario de la Madre de Dios del Puig  | 39°52′08″B 3°01′20″Đ / 39,868982°B 3,022262°Đ | RI-51-0008491       | 30-11-1993           | Puig de María · Upload image        |
| Punta Tháp                            | Di tích Khảo cổ học                             | Pollensa                                         |                                               | RI-51-0002636       | 10-09-1966           | Upload image                        |
| Rafals d'en Pinyano (L'Hort)          | Di tích Khảo cổ học                             | Pollensa                                         | 39°51′46″B 3°03′49″Đ / 39,862733°B 3,063556°Đ | RI-51-0002633       | 10-09-1966           | Upload image                        |
| Tàn tích tiền sử Ternelles            | Di tích Khảo cổ học                             | Pollensa                                         |                                               | RI-51-0002641       | 10-09-1966           | Upload image                        |
| Sant Vicent                           | Di tích Kiến trúc phòng thủ (Destruida en 1950) | Pollensa                                         |                                               | RI-51-0008483       | 30-11-1993           | Upload image                        |
| Siller                                | Di tích Kiến trúc phòng thủ                     | Pollensa                                         |                                               | RI-51-0008489       | 30-11-1993           | Upload image                        |
| Siller (Serra)                        | Di tích Khảo cổ học                             | Pollensa                                         | 39°54′48″B 3°04′18″Đ / 39,913274°B 3,071688°Đ | RI-51-0002637       | 10-09-1966           | Upload image                        |
| Son Grua                              | Di tích Khảo cổ học                             | Pollensa                                         | 39°52′24″B 2°58′04″Đ / 39,873278°B 2,967808°Đ | RI-51-0002638       | 10-09-1966           | Upload image                        |
| Son Rotger                            | Di tích Kiến trúc phòng thủ                     | Pollensa                                         |                                               | RI-51-0008488       | 30-11-1993           | Upload image                        |
| Tháp Ariant                           | Di tích Kiến trúc phòng thủ                     | Pollensa                                         | 39°53′44″B 2°56′49″Đ / 39,895576°B 2,947004°Đ | RI-51-0008485       | 30-11-1993           | Upload image                        |